# Derocher-Halbinsel
Die Derocher-Halbinsel ist eine schneebedeckte Halbinsel an der Nordküste der zur westantarktischen Alexander-I.-Insel gehörenden Beethoven-Halbinsel. Sie liegt zwischen dem westlich gelegenen Brahms Inlet sowie dem Mendelssohn Inlet im Osten.
Luftaufnahmen der US-amerikanischen Ronne Antarctic Research Expedition (1947–1948) dienten 1960 dem britischen Geographen Derek Searle vom Falkland Islands Dependencies Survey einer Kartierung. Das Advisory Committee on Antarctic Names benannte sie nach Paul J. Derocher (1921–1988) von der United States Navy, kommandierender Offizier der Flugstaffel VXE-6 von Mai 1985 bis Mai 1986.